# Дмитров
Дмитров (рус. Дмитров) град је у Русији у Московској области. Према попису становништва из 2010. у граду је живело 61.454 становника.

## Становништво
Према прелиминарним подацима са пописа, у граду је 2010. живело 61.454 становника, 765 (1,23%) мање него 2002.
| 1939.  | 1959.  | 1970.  | 1979.  | 1989.  | 2002.  | 2010.  |
| ------ | ------ | ------ | ------ | ------ | ------ | ------ |
| 25.029 | 34.518 | 44.489 | 57.418 | 65.237 | 62.219 | 61.454 |

## Партнерски градови
- Резекне
- Рибница
- Беркли
- Алмере
- Пицунда
- Марина Горка